# Casimir Marie Gaudibert
Pour les articles homonymes, voir Gaudibert.
Casimir Marie Gaudibert, né le 4 mars 1823 à Malaucène (Vaucluse) et mort le 9 juin 1901 à Vaison-la-Romaine (Vaucluse), est un astronome, sélénographe et homme d'église.

## Biographie
Issu d'une famille protestante, Casimir Marie Gaudibert naquit le 4 mars 1823 à Malaucène. Il était le fils d’Étienne Gaudibert, propriétaire cultivateur, et de son épouse, Rose Barnoin.

### Homme d'église
Casimir Gaudibert arriva en Belgique à Fontaine-l'Evêque où il fut engagé par la Société Missionnaire Belge à un poste de pasteur remplaçant de la Société Évangélique Belge. En 1839, il arriva à Bruxelles et devint bientôt président du synode de l'Église chrétienne missionnaire belge. En 1854, il fut appelé à remplacer le Pasteur à Charleroi.

### Astronome
En 1873, il retourna en France, dans le Vaucluse où il se consacra à sa passion pour l'astronomie, d'abord comme astronome amateur puis spécialisé en sélénographie (cartographie de la Lune). Casimir Gaudibert réalisa une carte de la Lune en 1887, sous la direction de Camille Flammarion. Émile Bertaux utilisa les données sélénographiques de Gaudibert pour réaliser et éditer un globe lunaire. Il mourut le 9 juin 1901 à Vaison-la-Romaine.
En 1935, l'Union astronomique internationale a donné le nom de Gaudibert à un cratère lunaire.